# EM i curling 1978
Europamesterskabet i curling 1978 for herre- og kvindehold var det fjerde EM i curling. Mesterskabet blev arrangeret af European Curling Federation, og turneringen blev afviklet i Aviemore Ice Rink i Aviemore, Skotland i perioden 4. – 9. december 1978.
Mesterskabet havde deltagelse af ti herre- og ni kvindehold. For første gang deltog et dansk kvindehold ved EM i curling.

## Mænd
De ti hold mødtes alle-mod-alle (round robin-kampe), hvilket gav ni kampe til hvert hold. Som noget nyt i forhold til året før var slutspillet genindført. Vinderen af round robin-kampene gik direkte i EM-finalen, mens nr. 2 og 3 spillede semifinale om den anden finaleplads.
Schweiz' hold fra Lausanne-Riviera Curling Club med Jürg Tanner som kaptajn gik ubesejret gennem de ni round robin-kampe og kvalificerede sig dermed til finalen. I semifinalen mødtes Sverige og Danmark i kampen om den anden finaleplads, og den kamp blev vundet 11-2 af svenskerne. I finalen besejrede Schweiz Sverige med 6-5 og blev dermed europamestre uden at tabe en eneste kamp undervejs. Det var Schweiz' anden EM-titel – den første blev vundet i 1976 i Vestberlin. Sølvmedaljerne gik til de forsvarende europamestre fra Sverige, mens Danmark opnåede det hidtil bedste EM-resultat ved at vinde bronzemedaljer.
Danmark blev repræsenteret af et hold fra Hvidovre Curling Club bestående af Tommy Stjerne, Oluf Olsen, Steen Hansen og Peter Andersen.

### Round robin
| Draw | Kamp               | Res. | Kamp                   | Res. | Kamp                   | Res. | Kamp                    | Res. | Kamp                    | Res.  |
| ---- | ------------------ | ---- | ---------------------- | ---- | ---------------------- | ---- | ----------------------- | ---- | ----------------------- | ----- |
| 1    | Danmark - Sverige  | 10-6 | Norge - Frankrig       | 11-3 | Italien - Holland      | 9-4  | Vesttyskland - Skotland | 7-4  | Schweiz - England       | 8-6   |
| 2    | Schweiz - Norge    | 6-4  | Sverige - Holland      | 10-5 | Italien - England      | 8-2  | Skotland - Danmark      | 7-3  | Vesttyskland - Frankrig | 7-6   |
| 3    | Italien - Norge    | 6-5  | Schweiz - Vesttyskland | 8-4  | Sverige - England      | 13-4 | Danmark - Frankrig      | 7-6  | Skotland - Holland      | 14-6  |
| 4    | Frankrig - England | 7-6  | Schweiz - Holland      | 18-4 | Skotland - Norge       | 7-6  | Sverige - Vesttyskland  | 9-5  | Danmark - Italien       | 6-4   |
| 5    | Schweiz - Danmark  | 5-4  | Norge - Holland        | 16-5 | Skotland - Italien     | 7-6  | Vesttyskland - England  | 12-1 | Sverige - Frankrig      | 8-5   |
| 6    | Sverige - Skotland | 8-1  | Frankrig - Holland     | 10-8 | Danmark - Vesttyskland | 12-3 | Schweiz - Italien       | 10-3 | Norge - England         | 10-5  |
| 7    | Schweiz - Frankrig | 8-6  | Sverige - Italien      | 8-4  | Skotland - England     | 13-2 | Norge - Vesttyskland    | 6-3  | Danmark - Holland       | 8-3   |
| 8    | Schweiz - Sverige  | 8-3  | Italien - Vesttyskland | 10-4 | Norge - Danmark        | 10-4 | England - Holland       | 13-8 | Frankrig - Skotland     | 5-4   |
| 9    | Danmark - England  | 10-5 | Schweiz - Skotland     | 6-4  | Sverige - Norge        | 7-6  | Italien - Frankrig      | 8-1  | Vesttyskland - Holland  | 15-10 |

| Plac. | Hold         | Vundne | Tabte |
| ----- | ------------ | ------ | ----- |
| 1.    | Schweiz      | 9      | 0     |
| 2.    | Sverige      | 7      | 2     |
| 3.    | Danmark      | 6      | 3     |
| 4.    | Skotland     | 5      | 4     |
| 5.    | Norge        | 5      | 4     |
| 6.    | Italien      | 5      | 4     |
| 7.    | Vesttyskland | 4      | 5     |
| 8.    | Frankrig     | 3      | 6     |
| 9.    | England      | 1      | 8     |
| 10.   | Holland      | 0      | 9     |

### Semifinale og finale
| Dato       | Kamp              | Res.       |
| Semifinale | Semifinale        | Semifinale |
| ---------- | ----------------- | ---------- |
| ?          | Sverige - Danmark | 11-2       |
| Finale     |                   |            |
| 9.12.      | Schweiz - Sverige | 6-5        |

### Samlet rangering
| Plac.  | Hold         | 4 (skip)           | 3                 | 2                 | 1                 |
| ------ | ------------ | ------------------ | ----------------- | ----------------- | ----------------- |
| Guld   | Schweiz      | Jürg Tanner        | Jürg Hornisberger | Franz Tanner      | Patrick Lörtscher |
| Sølv   | Sverige      | Anders Thidholm    | Hans Söderström   | Anders Nilsson    | Bertil Timan      |
| Bronze | Danmark      | Tommy Stjerne      | Oluf Olsen        | Steen Hansen      | Peter Andersen    |
| 4.     | Skotland     | Jimmy Sanderson    | Ian Baxter        | Colin Baxter      | Willie Sanderson  |
| 5.     | Italien      | Giuseppe dal Molin | Enea Pavani       | Giancarlo Valt    | Andrea Pavani     |
| 6.     | Norge        | Rolv Kr. Yri       | Torger H. Sletten | Harald Ramsfjell  | Øystein Skyberg   |
| 7.     | Vesttyskland | Hans Jörg Herberg  | Franz Schmidt     | Wolfgang Metzeler | Sigi Heinle       |
| 8.     | Frankrig     | Robert Thierriaz   | Joel Indergand    | Alain Bagnaro     | Jean Louis Roux   |
| 9.     | England      | Ronald Thornton    | John Kerr         | Tony Atherton     | Michael Thompson  |
| 10.    | Holland      | Eric Harmsen       | Robert Harmsen    | Jack De Meyere    | Otto Veening      |

## Kvinder
De ni hold mødtes alle-mod-alle (round robin-kampe), hvilket gav otte kampe til hvert hold. Som noget nyt i forhold til året før var slutspillet genindført. Vinderen af round robin-kampene gik direkte i EM-finalen, mens nr. 2 og 3 spillede semifinale om den anden finaleplads.
Sveriges hold med Inga Arfwidsson som kaptajn forsvarede med succes den EM-titel, som holdet vandt ved EM året før. Det var Sveriges tredje EM-titel i træk, og holdet gik for andet år i træk ubesejret gennem turneringen. Sølvmedaljerne gik til Schweiz, som havde besejret Skotland 7-3 i semifinalen, men i finalen mod Sverige var schweizerne chanceløse og tabte 11-2. Det var andet år i træk at Schweiz vandt sølvmedaljer, og tredje år i træk at Skotland måtte nøjes med bronzemedaljer.
Danmark havde for første gang et mandskab med ved EM, og et hold bestående af Inger Torbensen, Lizzi Hallum, Lisbet Mikkelsen og Alice Peters repræsenterede de danske farver. Holdet opnåede en sjetteplads efter tre sejre og fem nederlag i round robin-kampene

### Round robin
| Draw | Kamp                    | Res. | Kamp                   | Res. | Kamp                   | Res. | Kamp                    | Res. |
| ---- | ----------------------- | ---- | ---------------------- | ---- | ---------------------- | ---- | ----------------------- | ---- |
| 1    | Sverige - Vesttyskland  | 19-1 | Skotland - Italien     | 12-1 | Schweiz - Frankrig     | 9-8  | Norge - England         | 18-7 |
| 2    | Skotland - Danmark      | 10-6 | Sverige - Frankrig     | 8-7  | Norge - Italien        | 10-6 | England - Schweiz       | 10-8 |
| 3    | Frankrig - Vesttyskland | 14-4 | Danmark - England      | 13-0 | Schweiz - Italien      | 12-4 | Skotland - Norge        | 9-6  |
| 4    | Schweiz - Norge         | 11-4 | Vesttyskland - Danmark | 11-4 | Sverige - England      | 10-4 | Frankrig - Italien      | 7-3  |
| 5    | Sverige - Schweiz       | 8-7  | Frankrig - England     | 11-3 | Danmark - Italien      | 9-8  | Skotland - Vesttyskland | 12-7 |
| 6    | Skotland - England      | 10-6 | Sverige - Danmark      | 12-2 | Schweiz - Vesttyskland | 16-4 | Frankrig - Norge        | 15-3 |
| 7    | Italien - Vesttyskland  | 7-6  | Skotland - Frankrig    | 9-5  | Schweiz - Danmark      | 9-7  | Sverige - Norge         | 9-4  |
| 8    | Sverige - Italien       | 7-4  | Danmark - Norge        | 10-7 | Schweiz - Skotland     | 10-3 | Vesttyskland - England  | 14-3 |
| 9    | Frankrig - Danmark      | 13-8 | Vesttyskland - Norge   | 12-8 | Sverige - Skotland     | 6-3  | England - Italien       | 9-8  |

| Plac. | Hold         | Vundne | Tabte |
| ----- | ------------ | ------ | ----- |
| 1.    | Sverige      | 8      | 0     |
| 2.    | Schweiz      | 6      | 2     |
| 3.    | Skotland     | 6      | 2     |
| 4.    | Frankrig     | 5      | 3     |
| 5.    | Vesttyskland | 3      | 5     |
| 6.    | Danmark      | 3      | 5     |
| 7.    | Norge        | 2      | 6     |
| 8.    | England      | 2      | 6     |
| 9.    | Italien      | 1      | 7     |

### Semifinale og finale
| Dato       | Kamp               | Res.       |
| Semifinale | Semifinale         | Semifinale |
| ---------- | ------------------ | ---------- |
| ?          | Schweiz - Skotland | 7-3        |
| Finale     |                    |            |
| 9.12.      | Sverige - Schweiz  | 11-2       |

### Samlet rangering
| Plac.  | Hold         | 4 (skip)             | 3                 | 2                      | 1                  |
| ------ | ------------ | -------------------- | ----------------- | ---------------------- | ------------------ |
| Guld   | Sverige      | Inga Arfwidsson      | Barbro Arfwidsson | Ingrid Appelquist      | Gunvor Björhäll    |
| Sølv   | Schweiz      | Heidi Neuenschwander | Dorli Broger      | Brigitte Kienast       | Evi Rüegsegger     |
| Bronze | Skotland     | Isobel Torrance      | Marion Armour     | Isobel Waddell         | Margaret Wiseman   |
| 4.     | Frankrig     | Paulette Delachat    | Huguette Jullien  | Suzanne Parodi         | Erna Gay           |
| 5.     | Vesttyskland | Renate Gruner        | Susi Kiesel       | Irmi Wagner            | V. Fischer-Weppler |
| 6.     | Danmark      | Inge Torbensen       | Lizzi Hallum      | Lisbet Mikkelsen       | Alice Peters       |
| 7.     | Norge        | Bente Hoel           | Herborg Pettersen | M. Löfroth-Christensen | Åse Wilhelmsen     |
| 8.     | England      | Connie Miller        | Susan Hinds       | Christine Black        | Freda Fisher       |
| 9.     | Italien      | Maria G. Costantini  | Marina Pavani     | Ann Lacedelli          | Thea Valt          |